# Danbury (Caroline du Nord)
Pour les articles homonymes, voir Danbury.
La ville de Danbury est le siège du comté de Stokes, dans l’État de Caroline du Nord, aux États-Unis. Sa population s’élevait à 189 habitants lors du recensement de 2010, estimée à 186 habitants en 2016.

## Démographie
| 1880 | 1960 | 1970 | 1980 | 1990 | 2000 |
| ---- | ---- | ---- | ---- | ---- | ---- |
| 144  | 175  | 152  | 140  | 119  | 108  |

| 2010 | - | - | - | - | - |
| ---- | - | - | - | - | - |
| 189  | - | - | - | - | - |

## Source
- (en) Cet article est partiellement ou en totalité issu de l’article de Wikipédia en anglais intitulé « Danbury, North Carolina » (voir la liste des auteurs).

1. ↑  (en) « Statistiques des États-Unis - Caroline du Nord - Profils des communautés de 2010 » (consulté en novembre 2020)